# Майнталь
Майнталь (нім. Maintal) — місто в Німеччині, знаходиться в землі Гессен. Підпорядковується адміністративному округу Дармштадт. Входить до складу району Майн-Кінціг.
Площа — 32,4 км2. Населення становить 39 307 ос. (станом на 31 грудня 2020).